# Lamsujen
Lamsujen is een bestuurslaag in het regentschap Aceh Besar van de provincie Atjeh, Indonesië. Lamsujen telt 650 inwoners (volkstelling 2010).